# Nam Tae Hi
Đây là một tên người Triều Tiên, họ là Nam.

Nam Tae Hi hay Nam Tae Hui (Hangul: 남태희, âm Việt: Nam The Hi; chữ Hán: 南太熙; âm Hán Việt: Nam Thái Hi, 1929–2013) là một trong những võ sư đi tiên phong trong việc thành lập và phát triển taekwondo, Ông cũng được biết tới với danh hiệu "người cha của Taekwondo Việt Nam". Cùng với Choe Hong Hui, ông sáng lập ra Ngã đạo quán (Oh Do Gwan) và đứng đầu trong mười hai võ sư đầu tiên của taekwondo của Hiệp hội Taekwondo Hàn Quốc (Korea Taekwondo Association - KTA).

## Thiếu thời
Nam sinh vào tháng 3 năm 1929 tại thành phố Hán Thành ở Triều Tiên, trong thời kỳ mà Triều Tiên bị Nhật Bản đô hộ. Ông bắt đầu luyện tập võ thuật từ năm 1946 vào năm buổi tối trong mỗi tuần sau giờ tan học. Sau đó, Nam tham gia Chương Đào quán và luyện tập võ thuật dưới sự huấn luyện của Lee Won Kuk. Năm 1948. Nam giới thiệu T'aekkyŏn đến với Kim Bok Man, về sau người này trở thành một trong những võ sư taekwondo đầu tiên.

## Nghiệp võ học
Năm 1953, Nam đến phục vụ trong Sư đoàn Bộ binh 29 đóng tại đảo Cheju với cấp bậc Đại úy quân đội Hàn Quốc. Tại đây, Nam gặp Choe Hong Hui,, khi đó là Tư lệnh Sư đoàn với cấp bậc Thiếu tướng, và tham gia thành lập võ đường Oh Do Kwan để huấn luyện võ thuật cho binh sĩ trong sư đoàn. Nam nhanh chóng trở thành nhân vật thứ hai đứng sau Choe trong lĩnh vực hệ thống các kỹ thuật mới và đóng vai trò chủ chốt trong việc phát triển taekwondo. Ông được mệnh danh là "cánh tay phải của Choe Hong Hui", như trong một bản tiểu sử về ông được công bố chính thức sau đó.. Năm 1954, tham gia một buổi biểu diễn võ thuật của các binh sĩ Hàn Quốc trước sự chứng kiến của Tổng thống Lý Thừa Vãn, Nam, khi đó mang đai đen nhị đẳng, đã biểu diễn công phá vỡ một chồng gạch gồm 13 viên ngói chỉ bằng một cú đấm từ trên giáng xuống. Tổng thống Lý Thừa Vãn rất ấn tượng trước màn trình diễn đó và đã hạ lệnh cho toàn thể binh sĩ phải luyện tập võ thuật.
Tháng 3 năm 1959, Nam Tae Hui trở thành một thành viên trong nhóm những võ sư và võ sinh taekwondo đi lưu diễn trên thế giới, họ tổ chức biểu diễn taekwondo ở Nam Việt Nam và Đài Loan. Lúc đó, ông được cử làm Chủ tịch Liên đoàn Taekwondo châu Á và là một trong những sáng lập viên của Hiệp hội Taekwondo Hàn Quốc (KTA). Năm 1962, Nam trở thành Huấn luyện viên trưởng của môn taekwondo trong quân đội Việt Nam Cộng hòa và được gọi là Người cha của Taekwondo ở Việt Nam. Ông cũng là người tham gia xây dựng các bài quyền của môn phái Chang Hon như Hwa-Rang, Chung-Mu, và UI-Ji.
Năm 1966, khi Liên đoàn Taekwondo Quốc tế được thành lập, ông được cử vào chức vụ Phó chủ tịch, đồng thời kiêm nhiệm chức vụ Chủ tịch Liên đoàn Taekwondo Á châu (Asian Taekwon-Do Federation - ATF)

## Cuối đời
Năm 1972 Nam Tae Hui đến định cư ở Chicago và mở một võ đường vào năm 1973, mà về sau trở thành tổng hành dinh của Liên đoàn Taekwondo Hoa Kỳ, một liên đoàn Taekwondo độc lập với cả ITF và WTF. Ông được bầu là Chủ tịch của liên đoàn này.
Ông qua đời ngày 7 tháng 11 năm 2013 tại Garden Grove, California, Hoa Kỳ.
Tên của Nam Tae Hui xuất hiện trong danh sách những võ sư taekwondo tiên phong do Choe Chang Geun biên soạn.